# Omikuji

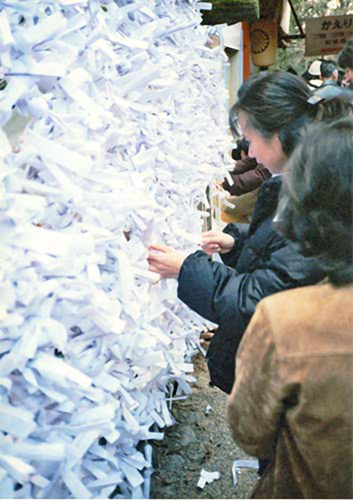
Legare gli omikuji presso il santuario Kasuga, Nara

L'omikuji (giapponese: 御御籤, 御神籤 o おみくじ), anche chiamato mikuji (みくじ), è un biglietto contenente una predizione divina, un oracolo scritto che si estrae presso i templi shintoisti (Jinja) e buddisti in Giappone in occasione di particolari festività per conoscere la propria sorte (vita, salute, lavoro, amore, ecc.). L'omikuji è in definitiva una forma di oracolo scritto.

## Significato
Letteralmente significa "lotteria sacra" e viene ricevuta pescandone una alla cieca da una scatola che viene scossa, sperando che la divinazione sia buona. L'o-mikuji arrotolato cade fuori da un piccolo buco (al giorno d'oggi vengono usate spesso slot machine a moneta). Srotolare il pezzo di carta rivela la divinazione scritta su di essa, che può essere una delle seguenti: Grande benedizione (dai-kichi, 大吉), Media benedizione (chū-kichi, 中吉), Piccola benedizione (shō-kichi, 小吉), Benedizione (kichi, 吉), Mezza-benedizione (han-kichi, 半吉), Quasi-benedizione (sue-kichi, 末吉), Quasi-piccola-benedizione (sue-shō-kichi, 末小吉), Maledizione (kyō, 凶), Piccola-maledizione (shō-kyō, 小凶), Mezza-maledizione (han-kyō, 半凶), Quasi-maledizione (sue-kyō, 末凶), Grande maledizione (dai-kyō, 大凶).
L'o-mikuji predice le possibilità che le speranze di una persona si avverino, di trovare un buon partner o generalmente di aver buona salute, fortuna o vita. Quando la predizione è cattiva è consuetudine annodare il foglietto di carta ed attaccarlo ad un pino nel territorio del tempio. La motivazione addotta per questa consuetudine è un gioco di parole sulla parola per "pino" (松 matsu) ed il verbo "attendere" (待つ matsu); il concetto sarebbe che la sfortuna attenderà presso l'albero piuttosto che attaccarsi a chi ha aperto il foglietto. Nel caso che la predizione sia buona il foglietto dovrebbe essere conservato.

## Diffusione
Oggi è più comune nei santuari utilizzare la divinazione delle fortune personali prendendo bastoncini sottili da un cilindro per poi ricevere una poesia corrispondente al numero stampato sul bastone. E sebbene al giorno d'oggi questa tradizione sembra più un divertimento per bambini, gli o-mikuji si trovano presso molti santuari, dove in genere vengono venduti dalle miko, e rimangono una delle attività tradizionali da compiere visitando un santuario.
Lo si può forse comparare alla tradizione di scrivere una preghiera su un blocco di legno appositamente preparato chiamato ema, che viene quindi legato ad un'apposita scaffalatura.

## Nella cultura di massa
Nel film Lost in Translation - L'amore tradotto la protagonista Charlotte lega un o-mikuji all'albero quando visita un tempio a Kyōto.